# Lipaxo
Lipaxo (en griego, Λίπαξος) fue una antigua ciudad griega de la península Calcídica. 
Es citada por Heródoto como una de las ciudades —junto a Combrea, Lisas, Gigono, Campsa, Esmila y Enea—  situadas en las proximidades del golfo Termaico, en una región llamada Crosea, cercanas a la península de Palene, donde Jerjes reclutó tropas en su expedición del año 480 a. C. contra Grecia.
Se desconoce el lugar donde estaba localizada. 